# Gestel
Gestel är en kommun i departementet Morbihan i regionen Bretagne i nordvästra Frankrike. Kommunen ligger i kantonen Pont-Scorff som tillhör arrondissementet Lorient. År 2022 hade Gestel 2 569 invånare.

## Befolkningsutveckling
Antalet invånare i kommunen Gestel
| Referens: INSEE |